# Batty (videogioco)
Batty è un videogioco appartenente al filone di Breakout, pubblicato nel 1987 per Commodore 64, ZX Spectrum e Amstrad CPC. Apparve inizialmente nella raccolta 6-Pak Vol 2 edita da Hit-Pak e da solo come cassetta allegata al n°22 della rivista Your Sinclair; in seguito venne pubblicato anche in modo autonomo da Encore (Hit-Pak ed Encore sono entrambe etichette di Elite Systems per le edizioni economiche).

## Modalità di gioco
Il gioco è un tipico clone di Breakout, somigliante in particolare ad Arkanoid per la presenza di creature che vagano per lo schermo, di mattoncini da colpire più volte o indistruttibili, e di bonus che vengono rilasciati da alcuni mattoncini distrutti (in buona parte gli stessi bonus disponibili in Arkanoid).
Una caratteristica in più è la modalità per due giocatori in simultanea, con la pallina, i mattoncini e le vite in comune; ciascuno controlla una racchetta, sempre lungo il lato inferiore dello schermo, che viene diviso a metà da un breve muro e ogni giocatore difende la sua metà senza sovrapporsi all'altro.
Inoltre alcuni tipi di creature sganciano bombe che se colpiscono la racchetta fanno perdere una vita al giocatore/i.
In molti livelli sono presenti anche dei dispositivi fissi che se attraversati dalla pallina quando sono attivi possono deviarne imprevedibilmente la traiettoria.
La versione per Commodore 64 ha qualche differenza non solo estetica, tra cui: maggior numero di livelli, le bombe si limitano a immobilizzare temporaneamente la racchetta, nella modalità a due giocatori c'è una pallina a testa (ma sempre in comune) e le vite non sono in comune.